# Henri Lancelot du Voisin de La Popelinière
Henri Lancelot du Voisin de La Popelinière (* 1541 in Sainte-Gemme-la-Plaine; † 8. Januar 1608 in Paris) war ein französischer Adeliger, protestantischer Militär, Schriftsteller und Historiker.

## Leben und Werk
Henri Lancelot du Voisin de La Popelinière stammte aus der 
Vendée. Er studierte Rechtswissenschaft in Toulouse und war Schüler des Humanisten Adrianus Turnebus. Er bekannte sich zum Calvinismus und nahm an den Religionskriegen teil. Nach dem Frieden von Loches 1576 widmete er sich ausschließlich seinem literarischen Werk. Er schrieb eine Geschichte Frankreichs von 1550 bis 1567, deren unparteiische Darstellung ihm den Tadel der Hugenotten einbrachte. Das Werk ist seit neuestem in einer kritischen Ausgabe zugänglich. Auch seine geschichtsphilosophischen Überlegungen wurden neu herausgegeben.
1571 veröffentlichte La Popelinière die Übersetzung eines italienischen Militärhandbuchs (Des entreprises et ruses de guerre von Bernardino Rocca). Daneben übersetzte er den Atlas minor des Gerhard Mercator aus dem Lateinischen ins Französische.

## Werke (moderne Ausgaben)
- L’Histoire de la conqueste des pays de Bresse et de Savoye par le roy très-chrestien.  F. Martin-Bottier, Bourg-en-Bresse 1884.
- L’histoire des histoires. L’idée de l’histoire accomplie. 2 Bde.  Fayard, Paris 1989. (zuerst 1599)
- Les trois mondes. Hrsg. Anne-Marie Beaulieu. Droz, Genf 1997. (zuerst 1582) (geographische Kompilation)
- Du Contre-Machiavel au Contre-Prince de Machiavel. Cinq textes manuscrits inédits de la fin du XVIe siècle. Suivi de Response pour l’histoire (1585). Hrsg. Brigitte Lourde. Droz, Genf 2010.
- L’histoire de France. Hrsg. Denise Turrel. 4 Bde. Droz, Genf 2011–2021. (kritische Ausgabe)
  - Tome premier: v. 1517–1558. 2011. (zuerst 1581)
  - Tome II: v. 1558–1560. 2016.
  - Tome III: 1561–1562. 2019.
  - Tome IV: 1563–1567. 2021.